# Celso Furtado

John Kennedy e Celso Furtado na Casa Branca discutindo o desenvolvimento do Nordeste brasileiro (1961).

Celso Monteiro Furtado GCSE (Pombal, 26 de julho de 1920 — Rio de Janeiro, 20 de novembro de 2004) foi um economista brasileiro e um dos mais destacados intelectuais do país ao longo do século XX.
Suas ideias sobre o desenvolvimento econômico e o subdesenvolvimento enfatizavam o papel do Estado na economia, com a adoção de um modelo de desenvolvimento econômico de corte pré-keynesiano.

## Biografia
Nascido no alto sertão da Paraíba, na cidade de Pombal, era filho de Maurício Medeiros Furtado e de Maria Alice Monteiro Furtado. Estudou no Liceu Paraibano e no Ginásio Pernambucano do Recife. Muda-se em 1939 para o Rio de Janeiro. No ano seguinte, ingressa na Faculdade Nacional de Direito da Universidade Federal do Rio de Janeiro (UFRJ), onde concluiu o bacharelado em Ciências Jurídicas e Sociais em 1944, mesmo ano em que foi convocado para integrar a Força Expedicionária Brasileira (FEB), servindo na Itália. 
Em 1946, Furtado ingressou no curso de doutorado em Economia da Universidade de Paris-Sorbonne, concluído em 1948 com uma tese sobre a economia brasileira no período colonial. Nesta estadia em Paris, conheceu sua primeira esposa, a química argentina Lucia Piave Tosi. Retornou ao Brasil, trabalhando no DASP e na Fundação Getúlio Vargas.
Em 1949 mudou-se para Santiago do Chile, para integrar a recém-criada Comissão Econômica para a América Latina (CEPAL), órgão das Nações Unidas. Sob a direção do economista argentino Raúl Prebisch, a CEPAL se tornaria naquele período um centro de debates sobre os aspectos teóricos e históricos do desenvolvimento. Em Santiago do Chile, naquele ano, nasceu seu primeiro filho, Mario Tosi Furtado.
Entre 1953 e 1955, presidiu no Rio de Janeiro o Grupo Misto CEPAL-BNDES, que elaborou um estudo sobre a economia brasileira que serviria de base para o Plano de Metas do governo de Juscelino Kubitschek. De volta a Santiago, como diretor da Divisão de Desenvolvimento da CEPAL, dirigiu estudos econômicos sobre o México, onde morou, e a Venezuela. Em 1954 nasceu seu segundo filho, André Tosi Furtado. 
Em 1957, foi fazer estudos de pós-doutoramento com o professor Nicholas Kaldor no King's College da Universidade de Cambridge, Inglaterra. Neste período, escreveu Formação Econômica do Brasil (publicado no Brasil em 1959), que se tornou um clássico da historiografia econômica brasileira, e que retrata possibilidades de intervenção racional do Estado no processo de desenvolvimento econômico.
Furtado procurou descrever a evolução da economia brasileira dentro do método histórico-estrutural, a partir da análise da estrutura produtiva de cada período histórico da sociedade brasileira, dando ênfase em conceitos analíticos especificamente cepalinos, tais como a visão da economia internacional baseada nas relações entre países centrais, industrializados, e países periféricos, agrícolas.
Voltando ao Brasil, criou a pedido do presidente Juscelino Kubitschek, em 1959, a Superintendência de Desenvolvimento do Nordeste (SUDENE). Em 1962, no Governo João Goulart, foi nomeado o primeiro Ministro do Planejamento do Brasil e foi o idealizador do Plano Trienal de Desenvolvimento Econômico e Social, no qual procurou estabelecer regras e instrumentos rígidos para o controle do déficit público e refreamento do crescimento inflacionário. Em 1963, retornou à superintendência da SUDENE, criando e implantando a política de incentivos fiscais para investimentos na região.
Com a edição do Ato Institucional nº 1 (AI-1), em 9 de abril de 1964, Celso Furtado foi incluído na primeira lista de cassados, perdendo seus direitos civis e políticos por dez anos, e iniciando um exílio que durou vinte e um anos.
Naquele momento, voltou para Santiago do Chile, a convite do Instituto Latino-Americano para Estudos de Desenvolvimento (Ildes), ligado à Cepal. Em setembro do mesmo ano mudou-se para New Haven, nos Estados Unidos, assumindo o cargo de pesquisador graduado do Centro de Estudos do Crescimento Econômico da Universidade de Yale.
Em 1965, mudou para a Paris, onde se tornou professor na Faculdade de Direito e Ciências Econômicas da Universidade de Paris-Sorbonne, permanecendo na capital francesa por vinte anos, e, dedicando-se também a atividades de ensino e pesquisa nas universidades de Yale, American University e Columbia, nos EUA, e de Cambridge, na Inglaterra.
Na década de 1970, viajou a diferentes países seja em missão das Nações Unidas, seja como conferencista ou professor-visitante e membro do Conselho Acadêmico da Universidade das Nações Unidas, sediada em Tóquio. Dedicou-se intensamente à redação e publicação de livros. Nos meados dessa década, separou-se de sua primeira mulher.
Em 1979, casou-se com sua segunda esposa, a jornalista e tradutora Rosa Freire d'Aguiar, com quem viveu até o final de sua vida.
Com a Anistia, em agosto de 1979, retornou regularmente ao Brasil, embora mantendo na França atividades acadêmicas como diretor de pesquisas da École des Hautes Études en Sciences Sociales, em Paris. 
Em 1981, filiou-se ao Partido do Movimento Democrático Brasileiro (PMDB). convidado pelo recém-eleito presidente Tancredo Neves a participar da Comissão do Plano de Ação do Governo (COPAG), e logo em seguida, foi nomeado Embaixador do Brasil junto à Comunidade Econômica Europeia, mudando-se para Bruxelas.
No ano seguinte, foi convidado por José Sarney, que assumiu a presidência com o falecimento de Tancredo Neves, para ser ministro da Cultura, posto em que permaneceu até 1988. À frente do Ministério da Cultura, criou a primeira legislação de incentivos fiscais à cultura. 
Nos anos seguintes, retomou a vida acadêmica e participou de diferentes comissões internacionais, como a Comissão Sul, a Comissão Mundial para a Cultura e o Desenvolvimento, da ONU/Unesco, e a Comissão Internacional de Bioética. 
Foi eleito para a cadeira 11 da Academia Brasileira de Letras, em 1997, sucedendo a Darcy Ribeiro. Morreu no Rio de Janeiro, em 20 de novembro de 2004.
Em 20 de novembro de 2005 foi criado o Centro Internacional Celso Furtado de Políticas para o Desenvolvimento – Cicef, que procurou consolidar a atualidade do pensamento de Furtado para o século XXI. Quatro anos depois, em 25 de setembro de 2009, foi inaugurada no Rio de Janeiro a Biblioteca Celso Furtado contendo os 7542 livros que pertenceram ao autor. Desde 2019, seu acervo bibliográfico e documental foi doado para o Instituto de Estudos Brasileiros - IEB da Universidade de São Paulo, e está aberto à consulta pública.

## O subdesenvolvimento
Celso Furtado faz parte dos pensadores brasileiros que interpretam o subdesenvolvimento como uma forma de organização social no interior do sistema capitalista, sendo contrário à ideia de que seja uma etapa para o desenvolvimento econômico, como podem sugerir os termos de país "emergente" e "em desenvolvimento". 
O subdesenvolvimento é um processo estrutural específico, “uma configuração que se reproduz em distintos níveis do crescimento” e não uma fase pela qual tenham passado os países hoje considerados desenvolvidos.
Os países subdesenvolvidos tiveram, segundo Furtado, um processo de industrialização indireto, ou seja, como consequência do desenvolvimento dos países industrializados. Este processo histórico específico do Brasil criou uma industrialização dependente dos países já desenvolvidos e, portanto, não poderia jamais ser superado sem uma forte intervenção estatal que redirecionasse o excedente, até então usado para o "consumo conspícuo" das classes altas, para o setor produtivo. Note-se que isto não significava uma transformação do sistema produtivo por completo, mas um redirecionamento da política econômica e social do país que levasse em conta o verdadeiro desenvolvimento social.

## História do Brasil

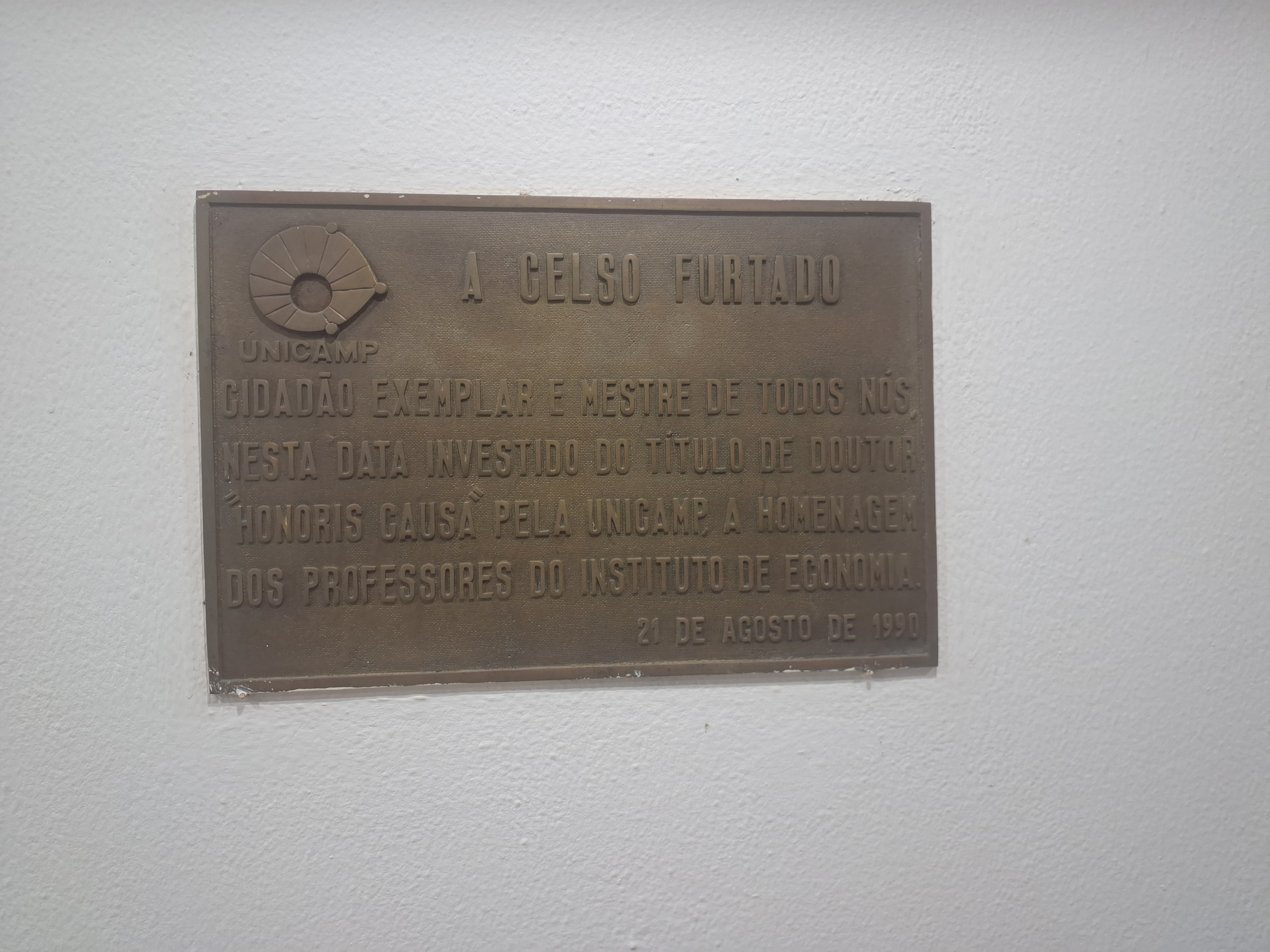
Placa em homenagem a Celso Furtado presente no Instituto de Economia da Unicamp

No intuito de explicar as causas do subdesenvolvimento brasileiro, Celso Furtado analisou a história do país considerando o modelo centro-periferia, muito comum no pensamento econômico da CEPAL. Furtado defendia que o Brasil era periferia em relação ao centro, composto por países europeus e pelos Estados Unidos, até o fim do ciclo do café. Por consequência, o dinamismo do país era desproporcionalmente dependente das condições econômicas do centro. 
Além desse desequilíbrio, o Brasil possuía uma lógica social e econômica própria na qual uma economia de subsistência - com muito baixa produtividade - existia ao lado de uma economia altamente dinâmica voltada à exportação. A relação entre as duas caracterizou os diferentes ciclos do país: ciclo da cana-de-açúcar, ciclo do ouro e ciclo do café. Esse último permitiu o início de um forte processo de industrialização no país. No entanto, por conta de sua posição de periferia e o desequilíbrio entre suas duas "economias" internas, o Brasil teve que constantemente enfrentar dois grandes problemas: inflação e desigualdade de renda.
Para Furtado, o Governo Vargas, que assumira o país a partir de 1930, fora fundamental para industrializar o Brasil. O programa econômico varguista decidira comprar o excesso de café produzido, com o intuito de controlar os preços internacionais do produto; a partir desse crédito, e da desvalorização cambial, inicia-se a instalação de indústrias, sob o processo de Substituição de importações.

## Academia Brasileira de Letras
Foi eleito em 7 de agosto de 1997, sucedendo Darcy Ribeiro como o oitavo ocupante da cadeira 11, que tem por patrono Fagundes Varela. Tomou posse em 31 de outubro, recebido pelo acadêmico Eduardo Portella.
Em seu discurso de posse, registrou:
"O fundador desta Cadeira número 11 foi um antepassado meu, Lúcio Furtado de Mendonça, de quem possivelmente herdei os pendores memorialísticos, o gosto malsucedido pela ficção literária e uma irreprimível sensibilidade social. Esse socialista declarado empenhou-se na criação desta Academia e certamente a ele mais do que a ninguém devemos a existência desta nobre Instituição."

## Pensamento e obras
Dentre suas obras são listadas:
- Contos da vida expedicionária – de Nápoles a Paris. RJ, Zelio Valverde, 1946
- A economia brasileira. RJ, A Noite, 1954
- Uma economia dependente. RJ, Ministério da Educação e Cultura, 1956
- Perspectivas da economia brasileira. RJ, Instituto Superior de Estudos Brasileiros, 1958
- Formação Econômica do Brasil. RJ, Fundo de Cultura, 1959
  - Outras edições:
    - Formação econômica do Brasil. 14ª ed. São Paulo: Companhia Editora Nacional, 1976.
    - Formação econômica do Brasil. 24ª ed. São Paulo: Companhia Editora Nacional, 1991.
    - Formação econômica do Brasil. 34ª ed. São Paulo: Companhia das Letras, 2007.
    - Formação econômica do Brasil. Edição comemorativa do cinquentário. Org: Rosa Freire d'Aguiar Furtado; apres.: Luiz Felipe de Alencastro. São Paulo: Companhia das Letras, 2009.
- A Operação Nordeste. RJ, Instituto Superior de Estudos Brasileiros, 1959
- Uma política de desenvolvimento econômico para o Nordeste. RJ, Imprensa Nacional, 1959
- Desenvolvimento e subdesenvolvimento. RJ, Fundo de Cultura, 1961
- Subdesenvolvimento e Estado democrático. Recife, Condepe, 1962
- A pré-revolução brasileira. RJ, Fundo de Cultura, 1962
- Dialética do desenvolvimento. RJ, Fundo de Cultura, 1964
- Subdesenvolvimento e estagnação na América Latina. RJ, Civilização Brasileira, 1966.
- Teoria e política do desenvolvimento econômico. SP, Editora Nacional, 1967
- Um projeto para o Brasil. RJ, Saga, 1968
- Formação econômica da América Latina. RJ, Lia Editora, 1969
  - Outras edições:
    - A economia latino-americana. SP, Companhia Editora Nacional, 1976
    - A economia latino-americana. SP, Companhia das Letras, 2007
    - A economia latino-americana - edição comemorativa dos 50 anos. SP, Companhia das Letras, 2019.
- Análise do "modelo" brasileiro. RJ, Civilização Brasileira, 1972
- A hegemonia dos Estados Unidos e o subdesenvolvimento da América Latina. RJ, Civilização Brasileira, 1973
- O mito do desenvolvimento econômico. RJ, Paz e Terra, 1974 (Versão em inglês: The Myth of Economic Development. Tradutor: Jordan B. Jones, Polity Press, 2020)
- Criatividade e dependência na civilização industrial. RJ, Paz e Terra, 1978
  - Outras edições:
    - Criatividade e dependência na civilização industrial. 3ª ed. São Paulo: Companhia das Letras, 2008. Prefácio de Alfredo Bosi.
- O Brasil pós-"milagre". RJ, Paz e Terra, 1981
- A nova dependência, dívida externa e monetarismo. RJ, Paz e Terra, 1982
- Não à recessão e ao desemprego. RJ, Paz e Terra, 1983
- Cultura e desenvolvimento em época de crise. RJ, Paz e Terra, 1984
- A fantasia organizada. RJ, Paz e Terra, 1985
- A fantasia desfeita. SP, Paz e Terra, 1989
- Transformação e crise na economia mundial. SP, Paz e Terra, 1987
- ABC da dívida externa. SP, Paz e Terra, 1989
- Os ares do mundo. SP, Paz e Terra, 1991
- Brasil, a construção interrompida. SP, Paz e Terra, 1992
- O capitalismo global. SP, Paz e Terra, 1997
- Obra autobiográfica, 3 vol.. SP, Paz e Terra, 1997. Nova edição: SP, Companhia das Letras. 2014.
- O longo amanhecer. SP, Paz e Terra, 1999
- Economia Colonial no Brasil nos séculos XVI e XVII [1948] SP, Hucitec/Abphe, 2001.
- Raízes do subdesenvolvimento. RJ, Civilização Brasileira, 2001
- Em busca de novo modelo. SP, Paz e Terra, 2002
- Essencial Celso Furtado (antologia). SP, Penguin Classics/Companhia das Letras, 2013.
- Obra autobiográfica. (A fantasia organizada; A fantasia desfeita; Os ares do mundo). Coord.: Rosa Freire d'Aguiar. SP, Definitiva/Companhia das Letras, 2014.
- Diários Intermitentes de Celso Furtado.1937-2002. Org.: Rosa Freire d'Aguiar. SP, Companhia das Letras, 2019.
- Correspondência Intelectual de Celso Furtado. 1949-2004. Org.: Rosa Freire d'Aguiar. SP, Companhia das Letras, 2021.